# Patrizia Paterlini-Bréchot
Pour les articles homonymes, voir Paterlini et Bréchot.
Patrizia Paterlini-Bréchot, née le 2 janvier 1954 en Italie à Reggio d'Émilie, est une chercheuse, professeur en biologie cellulaire et oncologie à la faculté de médecine Necker-Enfants Malades (université Paris Descartes) de Paris.

## Biographie

### Formation et spécialisations
Patrizia Paterlini suit des études de médecine à l'université de Modène, en Italie. En 1978, elle soutient une thèse, récompensée par le titre de « Meilleure thèse de médecine » de l'année 1978. Elle continue sa formation en validant une double spécialisation en hématologie (1981), récompensée par le prix de la « Meilleure recherche en hématologie » de 1979, et en oncologie (1984). En parallèle de ses études, elle travaille dans des services hospitaliers (1978-1984), notamment en tant qu'interne et ensuite de Maître de Conférence Universitaire - Praticien Hospitalier dans les services d’hématologie, de gastroentérologie, et d’oncologie puis devient praticien hospitalier.
En 1988, elle suit en France un stage de biologie moléculaire auprès du professeur Christian Bréchot (qui deviendra son mari). En 1993, elle soutient une thèse de doctorat, Bases fondamentales de l'oncogenèse à l'université Paris-XI. En 1994, elle montre l'impact clinique d’un nouveau marqueur de prolifération cellulaire, la cycline A, découverte dans le même laboratoire. Ses recherches s'orientent ensuite vers l'étude des cellules tumorales circulantes chez les patients porteurs de tumeurs solides.
Le travail de Patrizia Paterlini-Bréchot aboutit en quelques années à la découverte et la mise au point de la technique ISET (Isolation by Size of Epithelial Tumor/Trophoblastic Cells) qui permet l’isolement et l’analyse génétique des cellules fœtales et tumorales circulantes. Cette technique récente permet d'effectuer le diagnostic prénatal non invasif, ce qui représente une découverte scientifique majeure dans la mesure où elle remplace les techniques classiques de diagnostic prénatal telles que l'amniocentèse et supprime les risques de fausse couche. La validation clinique du test ISET pour la mucoviscidose a été conclue le 22 janvier 2009,.

### Activités de recherche

#### En Italie (1979-1987)
Les premiers travaux de Patrizia Paterlini-Bréchot portent sur les applications des techniques cytochimiques, immunohistochimiques et cytogénétiques à l’étude des pathologies oncohématologiques. Ces travaux ont visé à la caractérisation des cellules tumorales de patients atteints de Leucémie ou de Lymphome par comparaison avec les différentes étapes de maturation des cellules hémopoietiques normales. Elle est parvenue à caractériser les cellules tumorales de certaines oncohémopathies rares comme le lymphome de Castleman, le syndrome de Sézary et les lymphomes folliculaires avec splénomégalie. Elle développe ensuite les techniques cytogénétiques qui ont été appliquées aux patients atteints de leucémies ou de lymphomes hospitalisés dans le Service hospitalier.

#### En France (1987-2010)

##### Autour des années 1990
Les travaux au début de cette décennie portent sur la relation entre les infections par le virus de l’Hépatite B (VHB) et le virus de l’Hépatite C (VHC) et les cancers primitifs du foie (CPF). Ces recherches ont notamment démontré la relation épidémiologique moléculaire et causale entre les infections chroniques par ces deux virus et le cancer du foie. Dans ces années 1990, Patrizia Paterlini-Bréchot développe la technique ISET (Isolation by Size of Epithelial Tumor/Trophoblastic Cells), qui permet d'isoler les très rares cellules épithéliales circulant dans le sang sur la base de leur taille. Cette avancée technologique, ainsi que les champs de recherche et d'application que cela ouvre, vont orienter l'ensemble de ses recherches. La chercheuse reçoit en 1995 le Prix Excellence scientifique Assistance Publique - Hôpitaux de Paris.

##### Autour des années 2000
En 2006, Patrizia Paterlini-Bréchot prend la direction d'une unité INSERM (Institut national de la santé et de la recherche médicale) après en avoir assuré la direction par intérim de 2002 à 2006. Son travail s'articule autour de deux grands thèmes de recherche, l'impact de la signalisation calcique en pathologie humaine,, et la mise au point de tests non invasifs de diagnostic prénatal de maladies génétiques. Ces recherches ont permis l'isolement, grâce à la technique ISET, des très rares cellules trophoblastiques (fœtales) présentes dans le sang maternel et leur analyse génétique. Cette détection peut être effectuée précocement au cours de la grossesse par une simple prise de sang maternel. La précocité de cette technique de détection et sa nature non invasive la rendent susceptible de remplacer les pratiques actuelles de diagnostic prénatal invasives telles que l'amniocentèse[source insuffisante] pour de nombreuses maladies génétiques.

##### Dans les années 2010
Après des années de recherches, la cancérologue adapte la technique ISET à la détection précoce des cancers. Le test permet de détecter une cellule tumorale circulante dans 10 ml de sang. Il est mis à disposition de premiers patients dans la seconde moitié de la décennie 2010. En 2017, Patrizia Paterlini-Bréchot raconte dans Tuer le cancer ses vingt ans de recherche et les pistes de développement du nouveau test.

## Travaux et récompenses

### Brevets déposés
- Cycline A comme marqueur de prolifération tumorale[26].
- Implication de nouveaux gènes en carcinogenèse hépatique : SERCA et MCM[27],[28].
- Méthode ISET (Isolation by Size of Epithelial Tumor Cells) d’isolement et caractérisation de cellules tumorales[29].
- Application de la méthode ISET au diagnostic prénatal non invasif[30].
- Machine ISET et consommables[31].
- Diagnostic prénatal non invasif de la Mucoviscidose[32].

### Innovation technologique et médicale
- Technique ISET (Isolation by Size of Epithelial Tumor Cells) pour le pronostic non invasif des cancers solides et le diagnostic prénatal non invasif des maladies génétiques.
- Isolement et caractérisation génétique des cellules fœtales trophoblastiques circulantes (CFTC) et définition de la cinétique d’apparition de ces cellules dans le sang.
- Application des avancements technologiques et cognitifs dans le domaine de la signalisation calcique à la pathologie humaine, notamment dans la recherche sur la maladie d’Alzheimer.

### Prix
- 1995 : Prix Excellence scientifique, Assistance Publique - Hôpitaux de Paris
- 2017 : Prix de l'essai France Télévisions pour Tuer le cancer

## Ouvrage
- Tuer le cancer, Stock, 2017  (ISBN 978-2234080461)